# Kata (fiume)
La Kata (in russo Ката́?) è un fiume della Russia siberiana orientale, affluente di destra dell'Angara. Scorre nell'Ėvenkijskij rajon del Territorio di Krasnojarsk e nell'Ust'-Ilimskij rajon dell'oblast' di Irkutsk.
Il fiume scorre prevalentemente in direzione meridionale, nel basso corso svolta a ovest e poi a nord-ovest compiendo un ampio giro, sfocia nell'Angara a 722 km dalla foce, presso il villaggio di Kata. Il fiume ha una lunghezza di 233 km e il suo bacino è di 7 970 km². I suoi maggiori affluenti sono la Juktala (lungo 120 km), la Poliva (155 km) e la Kanaeva (111 km).